# Halowe Mistrzostwa Świata w Lekkoatletyce 1987 – bieg na 800 m kobiet
Bieg na 800 metrów kobiet – jedna z konkurencji biegowych rozgrywanych podczas halowych mistrzostw świata w hali Hoosier Dome w Indianapolis. Eliminacje zostały rozegrane 6 marca, a bieg finałowy 7 marca 1987. Zwyciężyła reprezentantka Niemieckiej Republiki Demokratycznej Christine Wachtel. Tytułu zdobytego na światowych igrzyskach halowych w 1985 nie broniła Cristieana Cojocaru z Rumunii.

## Rezultaty

### Eliminacje
Rozegrano 3 biegi eliminacyjne, do których przystąpiło 19 biegaczek. Awans do finału dawało zajęcie jednego z pierwszych dwóch miejsc w swoim biegu (Q). Skład finału uzupełniły dwie zawodniczki z najlepszym czasem wśród przegranych (q).
Opracowano na podstawie materiału źródłowego.

#### Bieg 1
| Miejsce | Zawodniczka        | Czas    | Uwagi |
| ------- | ------------------ | ------- | ----- |
| 1       | Lubow Kiriuchina   | 2:03,63 | Q     |
| 2       | Gabriela Sedláková | 2:03,69 | Q     |
| 3       | Diana Richburg     | 2:03,85 | q     |
| 4       | Maria Pîntea       | 2:03,91 | q     |
| 5       | Geeta Zutshi       | 2:10,79 |       |
| 6       | Cristina Girón     | 2:22,80 | [ 1 ] |
| –       | Sadoa Sowumi       | DNS     |       |

#### Bieg 2
| Miejsce | Zawodniczka        | Czas    | Uwagi       |
| ------- | ------------------ | ------- | ----------- |
| 1       | Slobodanka Čolović | 2:03,13 | Q           |
| 2       | Janet Bell         | 2:03,45 | Q           |
| 3       | Violeta Beclea     | 2:04,03 |             |
| 4       | Maureen Stewart    | 2:07,72 | [ 1 ] [ 2 ] |
| 5       | Rosa Colorado      | 2:07,72 |             |
| 6       | Justine Craig      | 2:09,48 |             |
| 7       | Donna Bean         | 2:13,98 | [ 1 ] [ 2 ] |

#### Bieg 3
| Miejsce | Zawodniczka       | Czas    | Uwagi       |
| ------- | ----------------- | ------- | ----------- |
| 1       | Christine Wachtel | 2:04,39 | Q           |
| 2       | Joetta Clark      | 2:04,56 | Q           |
| 3       | Montserrat Pujol  | 2:04,88 |             |
| 4       | Soraya Telles     | 2:05,09 | [ 1 ]       |
| 5       | Célestine N’Drin  | 2:07,96 | [ 1 ] [ 2 ] |
| 6       | Alejandra Ramos   | 2:08,42 |             |

### Finał
Opracowano na podstawie materiału źródłowego.
| Miejsce | Zawodniczka        | Czas    | Uwagi |
| ------- | ------------------ | ------- | ----- |
| 1       | Christine Wachtel  | 2:01,32 | CR    |
| 2       | Gabriela Sedláková | 2:01,85 | [ 3 ] |
| 3       | Lubow Kiriuchina   | 2:01,98 |       |
| 4       | Slobodanka Čolović | 2:02,33 |       |
| 5       | Janet Bell         | 2:02,96 |       |
| 6       | Joetta Clark       | 2:03,92 |       |
| 7       | Maria Pîntea       | 2:04,33 |       |
| 8       | Diana Richburg     | 2:05,86 |       |